# Superlliga Nord-americana de futbol
La Superlliga Nord-americana de futbol (SuperLiga) fou una competició nord-americana de futbol, on s'enfronten equips de la Primera Divisió de Mèxic i de la Major League Soccer al Canadà i els Estats Units.

## Format
A més de determinar el millor club de les dues lligues, la competició té un premi de $1,000,000, el més alt a la història del futbol nord-americà.
L'edició inaugural es disputà entre el 24 de juliol del 2007 i el 29 d'agost del mateix any.
El format de la competició consisteix en una fase de grups i eliminatòries finals. Tots els partits es disputen als Estats Units. Els participants de l'any 2007 foren escollits per invitació., amb quatre clubs convidats de cada lliga.
Està previst, en funció de l'èxit que tingui la competició, que es disputi anualment i s'ampliï el nombre de participants a 8 equips per lliga.
L'edició del 2008 la MLS escollí els 4 equips participants en funció de la classificació obtinguda a la fase regular de la MLS DEL 2007. La lliga mexicana escollí els 4 darrers campions mexicans per prendre part a la competició.
Resum dels principals campionats de la CONCACAF de clubs:
| Continentals | Continentals                                                                                        | Continentals                                                                                    |
| --- | --------------------------------------------------------------------------------------------------- | ----------------------------------------------------------------------------------------------- |
| Campionat de la CCCF (1959-1961) Lliga/Copa de Campions (1962-avui) Recopa de la CONCACAF (1991-1998) Copa Gegants de la CONCACAF (2001) | |                                                                                                 |
| Amèrica del Nord | Amèrica Central                                                                                     | Carib                                                                                           |
| Superlliga Nord-americana (2007-2010) Campeones Cup (2018-avui) Leagues Cup (2019-avui)                                                  | Copa Interclubs UNCAF (1971-2007) Lliga de la CONCACAF (2017-2022) Copa Centreamericana (2023-avui) | Campionat de clubs CFU (1997-2022) Caribbean Club Shield (2018-avui) Copa del Carib (2023-avui) |

## Historial
| Temporada    | Seu          | Campió                 | Resultat           | Finalista              |
| ------------ | ------------ | ---------------------- | ------------------ | ---------------------- |
| 2007 Detalls | Estats Units | Pachuca                | 1-1 (prò.) (4-3 p) | Los Angeles Galaxy     |
| 2008 Detalls | Estats Units | New England Revolution | 2-2 (prò.) (6-5 p) | Houston Dynamo         |
| 2009 Detalls | Estats Units | UANL                   | 1-1 (prò.) (4-3 p) | Chicago Fire           |
| 2010 Detalls | Estats Units | Morelia                | 2-1                | New England Revolution |